# الأرض تحت قدميها
الأرض تحت قدميها (بالإنجليزية:  The Ground Beneath Her Feet)‏ هي رواية للكاتب البريطاني سلمان رشدي، نشرت عام 1999، عن دار نشر جوناثان كيب في المملكة المتحدة وهنري هولت في الولايات المتحدة.

## الموضوع
وهي الرواية السادسة لسلمان رشدي. ونشرت عام 1999 وهي تنويعة على أسطورة أورفيوس/ يوريديس، مع إحلال الموسيقى الروك مكان قيثارة أورفيوس. وتستخدم الأسطورة كخيط أحمر يحيد عنه المؤلف أحياناً، لكن يربط به سلسلة لانهائية من الإشارات.
والكتاب ورغم أنه يدور حول حب رجلين وهما أورموس كاما وأمويد راي ميرشانت (راوي القصة) لنفس المرأة فينا أسبارا، إلا أنه يزودنا بخلفية وتاريخ بديل لفترة نمو موسيقى الروك في الخمسينات والستينات من القرن العشرين.
وصفها توني موريسون بأنها رواية كونية، فهي تضع نفسها في الإطار الواسع للثقافة الغربية ما بعد الاستعمارية، من خلال التنوع اللغوي لشخصياتها والعدد الكبير من الإشارات التي تستمد من الميثولوجيا اليونانية والفلسفة اليونانية والمعاصرين أمثال ميلان كونديرا ونجوم الروك آند رول.
العنوان مأخوذ من أغنية في الرواية ألفها أورموس كاما بعد موت فينا. وأخذت كلمات الأغنية ببعض التغييرات ولحنتها وسجلتها فرقة يو تو U2. واستخدمت تلك الأغنية في فيلم فندق المليون دولار عام 2000.
- شخصية أورموس كاما ربما تكون مستلهمة من شخصية جون لينون وإلفيس بريلس. وفي حين يظهر لينون في الكتاب كشخصية منفصلة فالعديد من سمات أورموس (وخاصة حبه لصنع الخبز في المنزل) يبدو مستلهماً منه. كما أن موت أورموس – داخل شقته بطلق ناري بمسدس صغير – يشبه جداً طريقة موت لينون. وكانت آخر كلمات لينون هي «نعم» حين سأله شرطي من يكون في الطريق إلى المستشفى. وكانت آخر كلمات أورموس هي «نعم نعم يا أمي أعرف» حين سُئل نفس السؤال. وكنوع من النهاية للكتاب فإن لأورموس نفس ميلاد إلفيس، الذي كان له توأم مات أثناء الولادة. كما يصف رشدي أورموس بأوصاف جسدية مطابقة لجسد إلفيس، وخاصة القوة الجنسية لدوران وسطه. كما صرخ رشدي أنه كان مستنداً إلى قصة فريدي ميركيوري الذي كان نجماً في موسيقى الروك.
- رشدي أيضاً أعاد تقديم شخصيات من رواياته السابقة، ومنهم هومي كاتراك وويليام ميثوولد من «أطفال منتصف الليل» 1981 وسيسوديا من «آيات شيطانية» 1988 وأورورا زوغويبي من «زفرة العربي الأخيرة» 1995 وكذلك أماكن مثل طريق واردن وفلل إيفرست.
- والرجل الذي يقدم أوميد إلى الوكالة هو إم هولوت، وهو شخصية تبدو مستندة إلى شخصية جاك تاتي من فيلم «إجازة إم هولوت».

تدور أحداث الرواية في كون موازي، كما هو مقرر في النصف الثاني منها. وهكذا فإن هناك أحداث تاريخية تم تعديلها في سياق الرواية. فالرئيس الأمريكي جون إف كينيدي ينجو من الاغتيال في دالاس، وكذلك ينجو شقيقه روبرت كينيدي لاحقاً. وتكون فضيحة ووترغيت في زمن الرئيس الافتراضي ريتشارد نيكسون. كما نسب رشدي بعض أغاني الروك الكلاسيكية إلى غير مغنيها، فأغنية «لا أستطيع الاستمرار» لفرقة الرولينغ ستون ينسبها إلى جون لينون، وكذلك أغنية «امرأة جميلة» لروي أوربيسون ينسبها إلى ذا كينكس.
أما الشخصية المسماة جيس غرون باركر فتمثل إلفيس بريسلي في جميع الأشكال، في حين أن فرقة «ذا هو» فتقدم تحت اسم «ذا هاي نمبر». وفي وصفه لاشتراك صوت فينا في الأغنية الثنائية «الدويتو» فيقارنه بغينيفير غارفونكل في أغنية «جسر عبر المياه المضطربة» لكارلي سيمون، حيث تشير أسماء المغنين إلى أرت غارفونكل وبول سيمون.
حُوِّلت الرواية إلى عرض كبير دمج بين الموسيقى والسينما، قدم لأول مرة في مهرجان مانشستر الدولي في إنجلترا في التاسع والعشرين من يونيو 2007. قامت بتأليف الموسيقى فيكتوريا بوريسوفا أولاس وأخرج الفيلم مايك فيغيس.